# Weihe (Werra)
Die Weihe ist ein 11,5 km langer linker bzw. westlicher Zufluss der Werra im Landkreis Hersfeld-Rotenburg in Hessen und im Wartburgkreis in Thüringen.
Die Weihe verfügt über ein Einzugsgebiet von rund 64 km², wovon etwa 60 % auf die Suhl entfallen, die somit den eigentlichen Hauptfluss darstellt; ihr Abfluss beträgt 344 l/s.

## Verlauf
Die Weihe entspringt im Richelsdorfer Gebirge. Ihre Quelle liegt östlich des Dorfs Bauhaus an der Ostflanke der Bauhäuser Höhe (416,3 m ü. NN).
Anfangs fließt die Weihe in ostsüdöstlicher Richtung durch das Dorf Süß, wonach sie die Richelsdorfer Hütte passiert und durch Richelsdorf verläuft. Dann steuert der Bach auf die hessisch-thüringische Grenze zu. Nach deren Kreuzen und jeweiligem Unterqueren der Bundesautobahn 4 auf der Weihetalbrücke und der Thüringer Bahn (jeweils im Abschnitt zwischen Gerstungen und Wildeck-Obersuhl) durchfließt die Weihe Untersuhl, um kurz darauf die von Westen kommende Suhl aufzunehmen.
Dann knickt die Weihe nach Nordnordosten ab, um 800 m nach Kreuzen der von der vorgenannten Thüringer Bahn abzweigenden Bahnstrecke Gerstungen–Vacha (Güterverkehr) in die hier von Süden kommende Werra zu münden.